# Jessica Rossi
Jessica Rossi (7 de janeiro de 1992) é uma atiradora esportiva italiana, campeã olímpica de tiro esportivo.

## Carreira

### Londres 2012
No dia 4 de agosto de 2012, durante os Jogos Olímpicos de Londres, Jessica conquistou a medalha de ouro no tiro esportivo, quebrando o recorde na categoria fossa olímpica após acertar todos os 75 pratos nas eliminatórias, errando apenas um dos 25 da final e somando um total de 99 acertos.

### Rio 2016
Favorita na Rio 2016, avançou até a fase final, porém terminou na 6º posição.